# Француска на Европском првенству у атлетици у дворани 2015.
Француска је учествовала на 33. Европском првенству у дворани 2015 одржаном у Прагу, Чешка, од 5. до 8. марта. Ово је било тридесет треће европско првенство у дворани на коме је Француска учествовала, односно учествовала је на свим првенствима до данас. Репрезентацију Француске представљала су 27 такмичара (16 мушкараца и 11 жена) који су се такмичили у 17 дисциплина (9 мушких и 8 женских).
Француски атлетичари оборили су 1 рекорд првенства, 1 најбољи светски и 1 европски резултат сезоне, 17 личних рекорда и 7 најбољих личних резултата сезоне.
На овом првенству Француска је по броју освојених медаља била друга са укупно 5 од којих су 3 златне, 1 сребрна и 1 бронзана. У мушкој конкуренцији била је друга са 4 медаље 2 златне, 1 сребрна и 1 бронзана, док је код жена делила шесто место са 1 медаљом и то златном. У табели успешности према броју и пласману такмичара који су учествовали у финалним такмичењима (првих 8 такмичара) Француска је са 13 финалиста и са 66 бодова била пета, од 33 земље које су имале представнике у финалу. Укупно је учествовало 49 земаља.
| Пл. | Земља     | 1. место | 2. место | 3. место | 4. место | 5. место | 6. место | 7. место | 8. место | Бр. фин. Бод. |
| --- | --------- | -------- | -------- | -------- | -------- | -------- | -------- | -------- | -------- | ------------- |
| 5.  | Француска | 3 - 24   | 1 - 7    | 1 - 6    | 1 - 5    | 4 - 16   | 2 - 6    | 1 - 2    | –        | 13 - 66       |

## Учесници
| Мушкарци: - Емануел Бирон — 60 м - Брис Лерој — 800 м - Пол Ренаудие — 800 м - Јоан Ковал — 1.500 м - Флоријан Карваљо — 3.000 м - Димитри Баску — 60 м препоне - Вилем Белосјан — 60 м препоне - Паскал Мартино-Лагард — 60 м препоне - Рено Лавилени — Скок мотком - Валентин Лавилени — Скок мотком - Кевин Меналдо — Скок мотком - Кафетјен Гоми — Скок удаљ - Gaëtan Bucki — Бацање кугле - Tumatai Dauphin — Бацање кугле - Bastien Auzeil — Седмобој - Gael Querin — Седмобој | Жене: - Селин Дител Боне — 60 м - Мари Гајо — 400 м, 4 х 400 м - Флорија Геј — 400 м, 4 х 400 м - Ренел Ламонт — 800 м - Elea Mariama Diarra — 4 х 400 м - Agnès Raharolahy — 4 х 400 м - Déborah Sananes — 4 х 400 м - Марион Фијак — Скок мотком - Елоаз Лезије — Скок удаљ - Жанин Асани Ису — Троскок - Антоанета Нана Ђиму — Петобој |  |

## Освајачи медаља (5)

### Злато (3)
| - Паскал Мартино-Лагард - 60 м препоне - Рено Лавилени - Скок мотком | - Флорија Геј, Elea Mariama Diarra, Agnes Raharolahy, Мари Гајо - 4 х 400 м |

### Сребро (1)
- Димитри Баску - 60 м препоне

### Бронза (1)
- Вилем Белосјан - 60 м препоне

## Резултати

### Мушкарци
| Атлетичар             | Дисциплина   | Лични рекорд | Квалификације   | Квалификације | Полуфинале            | Полуфинале           | Финале                | Финале      | Детаљи |
| Атлетичар             | Дисциплина   | Лични рекорд | Резултат        | Место         | Резултат              | Место                | Резултат              | Место       | Детаљи |
| --------------------- | ------------ | ------------ | --------------- | ------------- | --------------------- | -------------------- | --------------------- | ----------- | ------ |
| Емануел Бирон         | 60 м         | 6,60         | 6,63 КВ, ЛРС    | 2. у гр. 1    | 6,61 КВ, ЛРС          | 2. у гр. 1           | 6,72                  | 7 / 36 (37) |        |
| Брис Лерој            | 800 м        | 1:47,88      | 1:49,09 кв      | 3. у гр. 2    | 1:50,72               | 3. у гр. 1           | Нису се квалификовали | 10 / 40     |        |
| Пол Ренаудие          | 800 м        | 1:47,96      | 1:49,61 КВ      | 2. у гр. 4    | 1:53,14               | 5. у гр. 3           | Нису се квалификовали | 15 / 40     |        |
| Јоан Ковал            | 1.500 м      | 3:38,07      | 3:49,99         | 3. у гр. 3    |                       |                      | Нису се квалификовали | 22 / 28     |        |
| Флоријан Карваљо      | 3.000 м      | 7:45,77      | 7:48,59 кв, ЛРС | 5. у гр. 2    | 7:57,14               | 11 / 25              |                       |             |        |
| Димитри Баску         | 60 м препоне | 7,48         | 7,65 КВ         | 1. у гр. 1    | 7,46 КВ, ЛР           | 1. у гр. 2           | 7,50                  |             |        |
| Вилем Белосјан        | 60 м препоне | 7,53         | 7,63 КВ         | 1. у гр. 2    | 7,53 КВ, =ЛР          | 1. у гр. 1           | 7,52 ЛР               |             |        |
| Паскал Мартино-Лагард | 60 м препоне | 7,45         | 7,58 КВ, ЛРС    | 1. у гр. 3    | 7,54 КВ, ЛРС          | 2. у гр. 2           | 7,49 ЛРС              |             |        |
| Рено Лавилени         | Скок мотком  | 6,16 НР      | 5,70 кв         | 7.            |                       |                      | 6,04 РЕП, СРС, ЕРС    |             |        |
| Валентин Лавилени     | Скок мотком  | 5,80         | 5,60 кв         | 8.            | 5,75                  | 6 / 21 (24)          |                       |             |        |
| Кевин Меналдо         | Скок мотком  | 5,75         | без пласмана    | без пласмана  | није се квалификовао  | није се квалификовао |                       |             |        |
| Кафетјен Гоми         | Скок удаљ    | 8,24         | 7,65            | 14.           | нису се квалификовали | 14 / 23 (24)         |                       |             |        |
| Gaëtan Bucki          | Бацање кугле | 20,39        | 19,73           | 11.           | нису се квалификовали | 11 / 27 (33)         |                       |             |        |
| Tumatai Dauphin       | Бацање кугле | 20,10        | 18,95           | 21.           | нису се квалификовали | 21 / 27 (33)         |                       |             |        |

#### Седмобој
| Дисциплина   | Gaël Querin | Gaël Querin | Gaël Querin | Gaël Querin | Gaël Querin | Gaël Querin |
| Дисциплина   | Лич. рек.   | Рез.        | Бод.        | Плас.       | Укупно      | Плас.       |
| ------------ | ----------- | ----------- | ----------- | ----------- | ----------- | ----------- |
| 60 м         | 7,07        | 7,12        | 840         | 12.         | 840         | 12.         |
| Скок удаљ    | 7,49        | 7,41 ЛРС    | 913         | 5.          | 1.753       | 6.          |
| Бацање кугле | 13,94       | 13,81       | 717         | 10.         | 2.470       | 8.          |
| Скок увис    | 2,01        | 2,01 =ЛР    | 813         | 4.          | 3.283       | 7.          |
| 60 препоне   | 7,98        | 7,98 =ЛР    | 987         | 5.          | 4.270       | 6.          |
| Скок мотком  | 4,95        | 5,00 ЛР     | 910         | 5.          | 5.180       | 6.          |
| 1.000 м      | 2:32,50     | 2:34,54     | 935         | 1.          | 6.115 ЛР    | 4.          |
| Укупно       | 6.065       | -           |             |             | 6.115 ЛР    | 4 / 12 (15) |

| Дисциплина   | Bastien Auzeil | Bastien Auzeil | Bastien Auzeil | Bastien Auzeil | Bastien Auzeil | Bastien Auzeil |
| Дисциплина   | Лич. рек.      | Рез.           | Бод.           | Плас.          | Укупно         | Плас.          |
| ------------ | -------------- | -------------- | -------------- | -------------- | -------------- | -------------- |
| 60 м         | 7,17           | 7,08           | 854 ЛР         | 11,            | 854            | 11.            |
| Скок удаљ    | 7,39           | 7,08           | 833            | 9.             | 1.687          | 9.             |
| Бацање кугле | 15,81          | 14,90          | 784            | 3.             | 2.471          | 7.             |
| Скок увис    | 2,01           | 2,01 =ЛР       | 813            | 5.             | 3.284          | 6.             |
| 60 препоне   | 8,14           | 8,10 ЛР        | 957            | 9.             | 4.241          | 8.             |
| Скок мотком  | 5,15           | 5,20 ЛР        | 972            | 3.             | 5.213          | 5.             |
| 1.000 м      | 2:48,57        | 2:46,93 ЛР     | 798            |                | 6.011 ЛР       | 6.             |
| Укупно       | 5.999          |                |                |                | 6.011 ЛР       | 6 / 12 (15)    |

### Жене
| Атлетичарка           | Дисциплина  | Лични рекорд | Квалификације | Квалификације | Полуфинале            | Полуфинале   | Финале                | Финале       | Детаљи |
| Атлетичарка           | Дисциплина  | Лични рекорд | Резултат      | Место         | Резултат              | Место        | Резултат              | Место        | Детаљи |
| --------------------- | ----------- | ------------ | ------------- | ------------- | --------------------- | ------------ | --------------------- | ------------ | ------ |
| Селин Дител Боне      | 60 м        | 7,37         | 7,24 КВ, ЛР   | 3. у гр. 2    | 7,26                  | 4. у гр. 3   | Није се квалификовала | 12 / 37 (38) |        |
| Мари Гајо             | 400 м       | 51,98        | 53,04 КВ      | 1. у гр. 2    | 52,53 КВ              | 2. у гр. 1   | 53,11                 | 5 / 28       | []     |
| Флорија Геј           | 400 м       | 52,34        | 53,10 КВ      | 2. у гр. 1    | 53,00                 | 4. у гр. 2   | Нису се квалификовали | 7 / 28       |        |
| Ренел Ламонт          | 800 м       | 2:01,97      | 2:02,10 КВ    | 2. у гр. 2    | 2:09,06               | 2. у гр. 4   | Нису се квалификовали | 9 / 20       |        |
| Флорија Геј²          | 4 х 400 м   | 3:28,71 НР   |               |               |                       |              | 3:31,61               |              |        |
| Elea Mariama Diarra   | 4 х 400 м   | 3:28,71 НР   |               |               |                       |              | 3:31,61               |              |        |
| Agnès Raharolahy      | 4 х 400 м   | 3:28,71 НР   |               |               |                       |              | 3:31,61               |              |        |
| Мари Гајо²            | 4 х 400 м   | 3:28,71 НР   |               |               |                       |              | 3:31,61               |              |        |
| Марион Фијак          | Скок мотком | 4,71 НР      | 4,60 КВ       | 5.            |                       |              | 4,50                  | 5 / 22       |        |
| Jeanine Assani Issouf | Скок удаљ   | 6,59         | 6,55 кв       | 4.            | 6,73                  | 5 / 22       |                       |              |        |
| Елоаз Лезије          | Троскок     | 14,13        | 13,71         | 15.           | Није се квалификовала | 15 / 22 (23) |                       |              |        |

#### Петобој
| Дисциплина   | Антоанет Нана Ђиму Ида | Антоанет Нана Ђиму Ида | Антоанет Нана Ђиму Ида | Антоанет Нана Ђиму Ида | Антоанет Нана Ђиму Ида | Антоанет Нана Ђиму Ида |
| Дисциплина   | Лич. рек.              | Резултат               | Бод.                   | Плас.                  | Укупно                 | Плас.                  |
| ------------ | ---------------------- | ---------------------- | ---------------------- | ---------------------- | ---------------------- | ---------------------- |
| 60 м препоне | 8,11                   | 8,25                   | 1.073                  | 2.                     | 1.073                  | 2.                     |
| Скок увис    | 1,84                   | 1,80                   | 978                    | 6.                     | 2.051                  | 6.                     |
| Бацање кугле | 15,41                  | 15,05                  | 864                    | 3.                     | 2.915                  | 4.                     |
| Скок удаљ    | 6,44                   | 6,13                   | 890                    | 6.                     | 3.805                  | 4.                     |
| 800 м        | 2:18,09                | 2:22,78                | 786                    | 9.                     | 4.591                  | 5.                     |
| Укупно       | 4.723 НР               |                        |                        |                        | 4,591                  | 5 / 12 (14)            |